# استیونتون، همپشر
استیونتون (به انگلیسی: Steventon) یک روستا و محله مدنی در بریتانیا است که در Basingstoke and Deane واقع شده‌است. استیونتون ۲۰۷ نفر جمعیت دارد.